# 伊藤萌萌香
伊藤萌萌香（1997年12月15日—），是日本實力派女子組合Fairies的中心及主音歌手，被稱為「Team No.1之優等生」。出生於埼玉縣，隸屬演藝經紀公司VISION FACTORY，唱片公司為艾回。現時是「原宿girls vol.04」的封面人物，及其Android版App的icon標誌人物。亦是早稻田ACADEMY的廣告代言人。

## 簡歷
在Fairies結成之前，萌萌香與下村實生是舞蹈老師牧野安娜的學生。牧野安娜曾培養出安室奈美恵、MAX、SPEED、DA PUMP等衆多明星。
於日本電視台節目《爽快情報variety SUKKIRI!!》的特別企畫單元中，萌萌香被稱為「Team No.1之優等生」，亦被指定為Fairies的中心歌手。
2011年8月6日是「原宿girls vol.04」的封面人物，及其Android版App的icon標誌人物，此App由NAVER公司開發。
2011年12月24日官方播出《Fairies X'mas party》及為萌萌香補祝生日的影片，她收到有水瀨藍message與簽名的各項禮物後，激動得首位落淚。
2012年4月開始出演定期電視節目。在首4集內，她與野元空及清村川音一同自願接受空手道訓練，期間萌萌香更因back kick踢得不好而再次落淚。
2012年6月6日開始，萌萌香成為早稻田ACADEMY Co., LTD.的廣告代言人，並榮登早稻田ACADEMY網站首頁的封面人物。
2014年7月23日，萌萌香第一首單曲 Poker Face 發賣。

## 音樂作品

### 單曲
| 通番 | 發行日期      | 名稱       | 最高位 | MV                                      |
| ---- | ------------- | ---------- | ------ | --------------------------------------- |
| 1st  | 2014年7月23日 | Poker Face | 16位   | MV「Poker Face」 （页面存档备份，存于） |

## 寫真集
MOMOKA（2015年8月20日，ワニブックス）ISBN 978-4847047763

## 個人資料
- 代表色：红
- 身高：154cm
- 血型：O型
- 星座：射手座
- 性格：很爱干净
- 類比的动物：企鵝
- 愛吃的食物：胡頹子、可食用的木薯淀粉果汁
- 特技：对什么事都很有興趣
- 標語：清爽系女生
- 喜歡的话：謝謝

## 演出

### 電視廣告
- 早稻田ACADEMY篇
- 早稻田ACADEMY篇

## 外部連結
- 官方視頻
  - Fairies X'mas party(萌萌香Birthday編) （页面存档备份，存于）
  - Fairies「HERO / Sweet Jewel」Jacket撮影Making(萌萌香Ver.) （页面存档备份，存于）
  - Fairies「HERO」PV Making(萌萌香編) （页面存档备份，存于）
  - Fairies「Sweet Jewel」PV Making（萌萌香編） （页面存档备份，存于）
- 官方Twitter
  - 伊藤萌萌香的X（前Twitter）